# Битка при Никопол (1877)
Битка при Никопол е втората по време на Руско-турската война (1877 – 1878). Завършва с пленяването на Никополския гарнизон и открива възможност за решително настъпление на руските войски към централна Северна България.

## Оперативна обстановка
След десанта на руската армия на 15 юни при Зимнич-Свищов, Никополската крепост придобива голямо значение. Тя представлява потенциална опасност за Свищовския плацдарм, чието разширяване и подсигуряване изисква бързото и ликвидиране. Затова след десанта започва прехвърлянето на Западният руски отряд, а на 26 юни главнокомандуващият Николай Николаевич издава заповед за превземането на града. Въпреки че някои части се намират все още в Румъния, генерал-лейтенант Николай Криденер, се насочва към село Мършевица и го заема на 28 юни. През следващите дни казашки разезди се опитват да съберат сведения за противника, но батареите му не ги допускат близо до укрепленията. Избягали българи обаче съобщават, че турският гарнизон няма месо за храна, яде сухари и е силно деморализиран – състои се предимно от стари хора, които нямат желание да се бият. Понеже изчаква прехвърлянето на всичките си войски, генерал-лейтенант Николай Криденер насрочва атаката срещу Никопол за 3 юли 1877 г.
Турското командване не разполага с достатъчно сили в района за да се противопостави на руските войски. Затова смята, като остави във Видин достатъчно войски за отбраната на града, Албанския армейски корпус с командир Осман паша да настъпи по направлението Ловеч-Търново и след съединяване с пристигналия от Шумен Ахмед Еюб паша да настъпи към Свищов. В изпълнение на плана Осман паша се насочва към Никопол с 19 табора, 5 ескадрона и 9 батареи. По пътя присъединява още 3 табора от гарнизона на Оряхово и нарежда на Хасан паша в Никопол да се държи до последно, понеже му идва на помощ. По време на придвижването си и когато достига река Искър научава, че Западният руски отряд е превзел Никопол и променя посоката си на движение към Плевен, като ускорява значително движението си.

### Никополска крепост
Никопол в последните дни на османското владичеството наброява няколко хиляди души, като преобладаващото население е турско. От север градът е естествено защитен от река Дунав, на изток е стръмният дол на Ерменлуйска река, а на запад – скалистият бряг на река Осъм. Уязвим е единствено от юг, откъм Въбелското плато, но то е тясно и не дава възможност за разгъване на крупни сили.
Никопол има три квартала: турски, български и еврейски, като в българския са построени красива църква и хубаво училище. Градът е силно пострадал от руските батареи разположени по левия бряг на Дунав. Те го бомбардират по време на десанта при Свищов, с цел да отвлекат вниманието на турците. На 15 юни градът е подпален и продължава да гори цяла седмица.
Турците обновяват занемарената крепост, понеже я считат за вероятен пункт на руския десант. Построени са нови землени укрепления, а старите гладкоцевни оръдия са заменени с нови и модерни. Пред крепостта на изток, юг и запад в полукръг са изградени батареи, които представляват предната отбранителна линия. Батареите са свързани помежду си с траншеи и окопи, оставащи почти незабележими за русите, понеже са изкопани в гъсти ниви, лозя и овощни градини. По-назад и на командните височини около града са построени 6 редута и люнет, които представляват втората отбранителна линия. Отбранителните пунктове са свързани с телеграфна линия. Пред тях са изкопани окопи, облицовани с камъни. Западно от село Муселиево, на левия бряг на Осъм е построено отделно предмостово укрепление. Първоначално за отбраната на Никопол са отделени около 10 500 офицери и войници под командването на Хасан паша, но след като Атуф паша е изпратен да заеме Плевен с около 2000 офицери и войници, гарнизонът намалява на около 8500 войници.

### Руски сили
За овладяване на крепостта на Никопол руското командване изпраща 9-и армейски корпус с командир генерал-лейтенант Николой Криденер с численост 18 пехотни батальона, 24 ескадрона и 92 оръдия и в състав:
- Пехота:
  - 17-и Архангелогородски пехотен полк
  - 18-и Вологодски пехотен полк
  - 20-и Галицки пехотен полк
  - 121-ви Пензенски пехотен полк
  - 122-ри Тамбовски пехотен полк
  - 123-ти Козловски пехотен полк
- Кавалерия:
  - 9-и Бугски улански полк
  - 9-и Донски казашки полк
  - 34-ти Донски казашки полк
  - 2-ри Кубански казашки полк
  - Владикавказко-осетински казашки полк
  - Горнотерски планински конен и регулярен полк
- Артилерия:
  - 5-а артилерийска бригада
  - 31-ва артилерийска бригада
  - 2-ра Донска казашка батарея
  - 1-ва Донска казашка конно-планинска батарея
- Сапьори:
  - 1-ва рота на 5-и сапьорен батальон

### План за атака
Генерал-лейтенант Николай Криденер разделя войските на две колони и общ резерв. Дясната колона, с командир генерал-майор Павел Лашкарьов и в състав 6 батальона и 2 сотни, има за задача да задържи село Въбел и да подпомага главният удар. Лявата колона, с командир генерал-лейтенант Юрий Шилдер-Шулднер и в състав 6 батальона, 13 ескадрона и 30 оръдия, ще настъпи между реките Вит и Осъм, ще овладее мостовете и ще действа срещу противника на десния бряг на река Осъм. По този начин ще бъде отрязан пътят за отстъпление на гарнизона на запад и юг. Общият резерв от 6 батальона остава под командването на генерал-лейтенант Николай Криденер. Планът предвижда основният удар да бъде насочен от запад и югозапад, където отбраната е най-слаба. Освен това ще може да разчита на съдействието на 63 обсадни и полеви руски оръдия, разположени на отсрещния бряг на Дунав.

## Бойни действия
Битката започва сутринта на 3 юли около 4:00 часа с артилерийска стрелба от 40 оръдия в центъра, разположени източно от село Въбел. Двадесети Галицки пехотен полк заема същото село, турците отговарят с пушечен огън. Намесват се и две турски батареи, но скоро са заставени да замлъкнат. Сто двадесет и първи Пензенски пехотен полк парира опит на турската пехота да настъпи към Свищов.
Лявата колона нагенерал-лейтенант Юрий Шилдер-Шулднер излиза от село Дебово в 4:00 часа, придвижва се скрито по левия бряг на Осъм и като се разделя на три части, атакува предмостовото укрепление при село Муселиево. Укреплението е отбранявано от 3 табора с 3 оръдия, но към обяд е превзето от 18-и Вологодски пехотен полк. Това улеснява действията на левия фланг на дясната колона, където 123-ти Козловски пехотен полк заема последователно село Муселиево, село Джорно, мелницата и двата моста над река Осъм на пътя Никопол-Градещи и Никопол-Плевен. С това пътят за отстъпление на гарнизона е отрязан. Към 14 часа двата полка превземат двете батареи вляво и вдясно от пътя Никопол-Градещи, а към 16 часа е предприета атака срещу редута вляво от пътя и е отбита последвалата контраатака. Падането на нощта прекратява атаките срещу редута и съседния люнет. Полковете остават да лагеруват край село Муселиево.
Северно от този лагер от състава на лявата колона се намират части от Кавказката казашка бригада с командир полковник Иван Тутолмин с 6 оръдия. Задача им е да наблюдават пътя към село Гулянци и да прекъсват съобщенията с външния свят. Около 14 часа полковник Иван Тутолмин заема село Сомовит и се разполага вечерта на лагер южно от селото.
Когато научава за успеха на лявата колона, генерал-лейтенант Николай Криденер заповядва настъпление и на дясната колона. Двадесети Галицки пехотен полк, въпреки силния пушечен огън, преодолява откритото пространство и овладява окопите и батареята северно от село Въбел. Оръдията в центъра улесняват с точния си огън тяхната задача и дават възможност на полка да продължи настъплението си. Превзет е редут № 2 на десния бряг на Никополския овраг, но атаката срещу редут № 3 на левия бряг е неуспешен. В 16 часа боя е вкаран от общия резерв 122-ри Тамбовски пехотен полк, но атаката е отново неуспешна. Редутът е овладян в 19 часа с общите усилия на двата полка. Оцелелите турците се оттеглят към крепостта.
Настъплението от изток и югоизток на генерал-лейтенант Николай Веляминов е спряно от двата редута № 4 и № 5от двете страни на пътя Никопол-Свищов.
Настъпването на нощта прекратява боевете, когато руските войски плътно са обградили града. Те са превзели първата отбранителна линия и двата редутита № 2 и № 3 южно от Никопол, които имат командно положение. Руският успех е постигнат при крайно тежки условия, тъй като през деня горещината надхвърля 35 градуса, а в околността няма питейна вода.
През нощта Западният отряд се подготвя да атакува крепостта на сутринта, чиято стена е частично разрушена от артилерията. До такава обаче не се стига. Поставеният в критично положение и силно деморализиран турски гарнизон, заплашва Хасан паша с бунт в случай, че не предаде крепостта на русите. Над крепостта е развят бял флаг. Подполковник Мациевски с двама войници се покачват на стената и скачат вътре в крепостта. Вратата е отключена и вътре влизат руски войски. На генерал-лейтенант Николай Криденер са предадени ключовете на крепостта. Над врата е поставено знамето на 123-ти Козловски пехотен полк. След като предават оръжието си, войниците започват да излизат от крепостта. Шествието трае няколко часа. Пленени са около 7000 офицери и войници, 113 оръдия, 10 000 пушки, боеприпаси и 6 знамена. В пристанището се намират два монитора, които дори не правят опит да избягат и са пленени с екипажите си.
Веднага след битката на 4 и 5 юли крепостта е преведена в порядък, преброени са пленените, прибрани са военните трофеи. Пленените турски войници са отведени край река Дунав и под охрана са разположени на бивак. По заповед на главнокомандващия Николай Николаевич, Хасан паша е отведен в главния щаб, а пленените войници с необходимите продоволствия са изпратени през Свищов в Румъния в Букурещ под разпореждане на генерал-лейтенант Василий Каталей. Около 2000 семейства от местното мюсюлманско население са разместени под охрана на руски войници и са разоръжени. Наредено е иззетото оръжие да остане в Никопол и с него да се въоръжи българското население. На генерал-лейтенант Николай Криденер е наредено да се отправи с наличните войски незабавно към Плевен и да го заеме, а градът Никопол да бъде предаден на румънските войски.

## Резултати
Битката при Никопол завършва с победа на руското оръжие и води до освобождението на града. Руският плацдарм при Свищов е разширен и подсигурен от запад. Унищожен е голям турски гарнизон, а турската армия е деморализирана. Победата повдига неимоверно духът и самочувствието на руския войник и укрепва вярата му в крайната победа. Откриват се благоприятни възможности за настъпление към Централна Северна България.

## Загуби
Битката при Никопол струва на турците около 1300 убити и ранени и около 7000 пленени офицери и войници, а на русите 1311 убити и ранени офицери и войници.
Веднага след падането на града, в три направления са изпратени команди от по сто войника с един офицер, които обхождат пътя на настъплението и прибират убитите и ранените. Ранените са превозвани до три лазарета, като главният е до село Мършовица. В събирането на ранените се включва с волски коли и местното християнско население. Голяма част от нисшите чинове вечерта на 4 юли са погребани в братски могили във вътрешността на турските редути. На 6 юли в присъствието на всички е отслужена тържествена панихида за загиналите.
| подразделение                       | убити   | убити   | изчезнали | ранени и контузени | ранени и контузени | общо    | общо    |
| подразделение                       | офицери | войници | войници   | офицери            | войници            | офицери | войници |
| ----------------------------------- | ------- | ------- | --------- | ------------------ | ------------------ | ------- | ------- |
| 17-и Архангелогородски пехотен полк | 0       | 1       | 6         | 0                  | 5                  | 0       | 12      |
| 18-и Вологодски пехотен полк        | 0       | 35      | 45        | 6                  | 176                | 6       | 256     |
| 20-и Галицки пехотен полк           | 1       | 109     | 0         | 7                  | 289                | 8       | 398     |
| 5-а артилерийска бригада            | 0       | 2       | 0         | 3                  | 10                 | 3       | 12      |
| 122-ри Тамбовски пехотен полк       | 2       | 72      | 24        | 7                  | 229                | 9       | 325     |
| 123-ти Козловски пехотен полк       | 0       | 54      | 9         | 5                  | 212                | 5       | 275     |
| 31-ва артилерийска бригада          | 0       | 0       | 0         | 0                  | 1                  | 0       | 1       |
| Кавказка казашка бригада            | 0       | 3       | 0         | 0                  | 5                  | 0       | 8       |
| ОБЩО                                | 3       | 276     | 84        | 28                 | 927                | 31      | 1287    |

| СПИСЪК С ИМЕНАТА НА ЗАГИНАЛИТЕ ОФИЦЕРИ | СПИСЪК С ИМЕНАТА НА ЗАГИНАЛИТЕ ОФИЦЕРИ | СПИСЪК С ИМЕНАТА НА ЗАГИНАЛИТЕ ОФИЦЕРИ | СПИСЪК С ИМЕНАТА НА ЗАГИНАЛИТЕ ОФИЦЕРИ | СПИСЪК С ИМЕНАТА НА ЗАГИНАЛИТЕ ОФИЦЕРИ | СПИСЪК С ИМЕНАТА НА ЗАГИНАЛИТЕ ОФИЦЕРИ              |
| №                                      | чин                                    | имена                                  | убит/починал                           | допълнителни данни                     | препратка                                           |
| 18 Вологодски полк                     | 18 Вологодски полк                     | 18 Вологодски полк                     | 18 Вологодски полк                     | 18 Вологодски полк                     | 18 Вологодски полк                                  |
| -------------------------------------- | -------------------------------------- | -------------------------------------- | -------------------------------------- | -------------------------------------- | --------------------------------------------------- |
| 1                                      | щабскапитан                            | Александр Чут                          | убит                                   | командир 5-та рота                     | Архив на оригинала от 2017-02-08 в Wayback Machine. |
| 2                                      | прапорщик                              | Виктор Андреевский                     | починал от раните                      | младши офицер                          |                                                     |
| 20 Галицки полк                        |                                        |                                        |                                        |                                        |                                                     |
| 3                                      | майор                                  | Василий Николаевич Волчанецкий         | убит                                   | командир 1-ви батальон                 | Архив на оригинала от 2017-02-08 в Wayback Machine. |
| 122 Тамбовски полк                     |                                        |                                        |                                        |                                        |                                                     |
| 4                                      | подпоручик                             | Кременецкий                            | убит                                   | младши офицер                          |                                                     |
| 5                                      | подпоручик                             | Ширяев                                 | убит                                   | младши офицер                          |                                                     |
| 123 Козловски полк                     |                                        |                                        |                                        |                                        |                                                     |
| 6                                      | щабскапитан                            | Александър Александрович Озеров        | починал от раните                      | командир 5-та рота                     |                                                     |

## Паметници
Паметта на убитите руски войници и офицери е почетена с 9 паметника:
| №  | паметник на | местонахождение                                                                                    | изображение | изображение | изображение |
| -- | --- | -------------------------------------------------------------------------------------------------- | ----------- | ----------- | ----------- |
| 1. | Възпоменателен паметник на победата в чест на участвалите в боя полкове Архангелогородски, Вологодски, Галицки, Пензенски, Тамбовски, Козловски пехотни, Донски казашки № 9 и № 34, 2 Кубански казашки и Владикавказки казашки, Осетински дивизион Терски конно ирегулярен полк, 5 и 31 артилерийска бригада, Донска казашка № 2 батарея, Донска казашка конно планинска № 1 батарея, 1 рота на 5 сапьорен батальон | Никопол местност Кая Баш 43°42′18″ с. ш. 24°53′52″ и. д. / 43.705° с. ш. 24.897778° и. д.          |             |             |             |
| 2. | Паметник над братска могила на руски воини, загинали при превземането на Никопол на 3 юли 1877 г. | Въбел местност Ливец 43°39′46.3″ с. ш. 24°53′04.1″ и. д. / 43.662861° с. ш. 24.884472° и. д.       |             |             |             |
| 3. | Паметник над братска могила на 48 нисши чина от 123-ти Козловски пехотен полк, загинали при превземането на Никопол на 3 юли 1877 г. | Любеново местност Пасището 43°36′38.6″ с. ш. 24°56′21.1″ и. д. / 43.610722° с. ш. 24.939194° и. д. |             |             |             |
| 4. | Надгробен паметник на щабс-капитан Александър Александрович Озеров от 123-ти Козловски пехотен полк, убит при превземането на Никопол на 3 юли 1877 г. | Любеново местност Пасището 43°36′38.6″ с. ш. 24°56′21.5″ и. д. / 43.610722° с. ш. 24.939306° и. д. |             |             |             |
| 5. | Надгробен паметник вероятно на подпоручик Кременецкий от 122-ри Тамбовски пехотен полк, убит при превземането на Никопол на 3 юли 1877 г. и погребан в с. Мършевица (Любеново) | Любеново местност Пасището 43°36′38.6″ с. ш. 24°56′21.8″ и. д. / 43.610722° с. ш. 24.939389° и. д. |             |             |             |
| 6. | Паметник над братска могила на щабскапитан Александър Чут и прапорщик Виктор Андреевский от 18-и Вологодски пехотен полк, загинали при превземането на Никопол на 3 юли 1877 г. и погребани в редут № 1 на крепостта Никопол. | Никопол местност Баладжа 43°41′54.3″ с. ш. 24°52′14.4″ и. д. / 43.698417° с. ш. 24.870667° и. д.   |             |             |             |
| 7. | Надгробен паметник на майор Василий Николаевич Волчанецкий от 20-и Галицки пехотен полк, убит при превземането на Никопол на 3 юли 1877 г. | Никопол местност Баша Чакмас 43°41′49.9″ с. ш. 24°52′33″ и. д. / 43.697194° с. ш. 24.875833° и. д. |             |             |             |
| 8. | Паметник над братска могила на подпоручик Ширяев и нисши чинове от 122-ри Тамбовски пехотен полк, убити на 3 юли 1877 г. при атаката на южния редут № 3 на крепостта Никопол и погребани на 4 юли в същия редут | Никопол 2 км южно от града 43°41′07.8″ с. ш. 24°53′32.2″ и. д. / 43.6855° с. ш. 24.892278° и. д.   |             |             |             |
| 9. | Паметник над братска могила на руски воини, загинали при превземането на редут № 2 на крепостта Никопол на 3 юли 1877 г. и погребани в същия редут. | Никопол местност Дик Баир                                                                          |             |             |             |

## Галерия командири
- генерал-лейтенант Николай Криденер
- генерал-лейтенант Юрий Шилдер-Шулднер
- генерал-лейтенант Николай Веляминов
- полковник Иван Тутолмин
- полковник Иван Розенбом, командир на 17-и Архангелогородски пехотен полк
- полковник барон Николай Салавьов, командир на 18-и Вологодски пехотен полк
- полковник Пьотър Разгилдеев, командир на 20-и Галицки пехотен полк
- полковник Александър Степанов, командир на 123-ти Козловски пехотен полк
- Щабскапитан Александър Чут, командир на 5-а рота от 18-и Вологодски пехотен полк, убит на 3 юли 1877 г.